# Чемпіонат Швеції з хокею 1932
 Чемпіонат Швеції з хокею: 1932 — 11-й сезон турніру з хокею з шайбою, який проводився за кубковою системою. 
Переможцем змагань став клуб «Гаммарбю» ІФ (Стокгольм).

## Турнір

### Кваліфікація
- «Гаммарбю» ІФ (Стокгольм) - «Юргордсгофс» ІФ (Стокгольм) 8:1
- «Карлбергс» БК (Стокгольм) - УоІФ «Маттеуспойкарна» (Стокгольм) 4:0
- ІК «Гермес» (Стокгольм) - «Лілльянсгофс» ІФ (Стокгольм) 2:0
- Нака СК - «Трансбергс» ІФ (Стокгольм) 3:0
- Седертельє СК - «Юргорден» ІФ (Стокгольм) 0:0 / 2:1
- АІК Стокгольм - ІФК Марієфред 9:0
- ІК «Йота» (Стокгольм) - ІФК Стокгольм 4:0

### Чвертьфінал
- «Гаммарбю» ІФ (Стокгольм) - «Карлбергс» БК (Стокгольм) 3:2
- ІК «Гермес» (Стокгольм) - Нака СК 2:1
- Седертельє СК - Седертельє ІФ 2:0
- АІК Стокгольм - ІК «Йота» (Стокгольм) 4:1

### Півфінал
- «Гаммарбю» ІФ (Стокгольм) - ІК «Гермес» (Стокгольм) 6:3
- Седертельє СК - АІК Стокгольм  1:0 (дод.)

### Фінал
- «Гаммарбю» ІФ (Стокгольм) - Седертельє СК 2:1 (дод.)